# VERO
Das Kombinat Holzspielwaren VERO Olbernhau entstand 1972 aus dem Zusammenschluss verschiedener Volkseigener Spielwarenbetriebe in der DDR. Produziert wurden schwerpunktmäßig Holzspielwaren und Modelleisenbahnzubehör.
VERO leitet sich aus Vereinigte Olbernhauer Spielwarenbetriebe ab. Nach der Wende und friedlichen Revolution in der DDR und nach der deutschen Wiedervereinigung wurde der Betrieb 1991 abgewickelt.

## Entstehung
Von 1966 bis 1972 entstand der VEB Vereinigte Erzgebirgische Spielwarenwerke Olbernhau durch die umfangreiche Zwangsenteignung privater kleiner Werkstätten und Betriebe in Olbernhau und Umgebung. Folgende Betriebe bildeten die Basis der VerO; in Klammern sind – sofern bekannt – die früheren Werke genannt:
- VEB Baukastenfabrik Blumenau (Fa. Louis Engel & Co)
- VEB Erzgebirgische Möbel- und Spielwarenfabriken Niedersaida
- VEB Holzwaren Grünhainichen
- VEB Olbernhauer Wachsblumenfabrik Olbernhau (OWO), sowie die Abt. OWO-Spielwaren Olbernhau/Erzgebirge
- VEB Seiffener Spielwaren, Institut für Spielzeug Sonneberg, Außenstelle Seiffen

1972 entstand das Kombinat Holzspielwaren Vero Olbernhau, das wiederum aus Betrieben der VEB Vereinigte Erzgebirgische Spielwarenwerke Olbernhau und VEB Spielwarenwerke Schneeberg bestand.
Ab 1973 kamen zum Kombinat Vero schrittweise folgende weitere Betriebe hinzu:
- 1973: VEB Modellspielwaren Marienberg
- 1976: VEB Blumenauer Baukastenfabrik (vormals Baukastenfabrik E. Reuter) – wurde zum VEB Vero Olbernhau, Werk 2 Blumenau, Produktionsbereich III
- VEB Holzspielwaren Blumenau (vormals C. Fritzsche, bzw. G. Drechsel)
- VEB Musikspielwaren Blumenau (vormals Clemens Schmieders)
- VEB Modellspielwaren Marienberg-Hüttengrund (seit 1885 Holzstoff- und Pappenfabrik H. Auhagen).

1980 wurde aus dem Kombinat Holzspielwaren Vero Olbernhau ein großer Volkseigener Betrieb mit dem Namen VEB VERO Olbernhau. Im Jahr 1981 wurde dieser zusammen mit den weiteren ehemaligen Spielwarenkombinaten Sonni, Piko, Zekiwa, Plasticart und weiteren Spielwarenbetrieben im neugegründeten VEB Kombinat Spielwaren Sonneberg zusammengeschlossen. Den Kombinatsbetrieben wurden lokal weitere Spielwarenbetriebe zugeordnet, so dass zum Beispiel der VEB VERO Olbernhau aus 96 Betriebsteilen und Lagern mit ca. 3600 Beschäftigten als größter Betrieb des Kombinates galt. 1982 und 1983 wurden dem VEB Kombinat Spielwaren weitere bezirksgeleitete Betriebe angeschlossen.
1986 hatte der VEB Vero Olbernhau 82 Produktionsstätten in 20 Orten, schließlich umfasste das Kombinat 99 vorherige kleine Betriebe. 
Ab 1990 wurde die Produktion verringert und später dann vollständig eingestellt. Schon 1991 erfolgten die ersten Reprivatisierungen. So wurde aus Teilen des VEB Vero Olbernhau die Sonni Holzspielwaren VERO GmbH (1990–1993).

Sonni Teddybär mit Bärenstimme

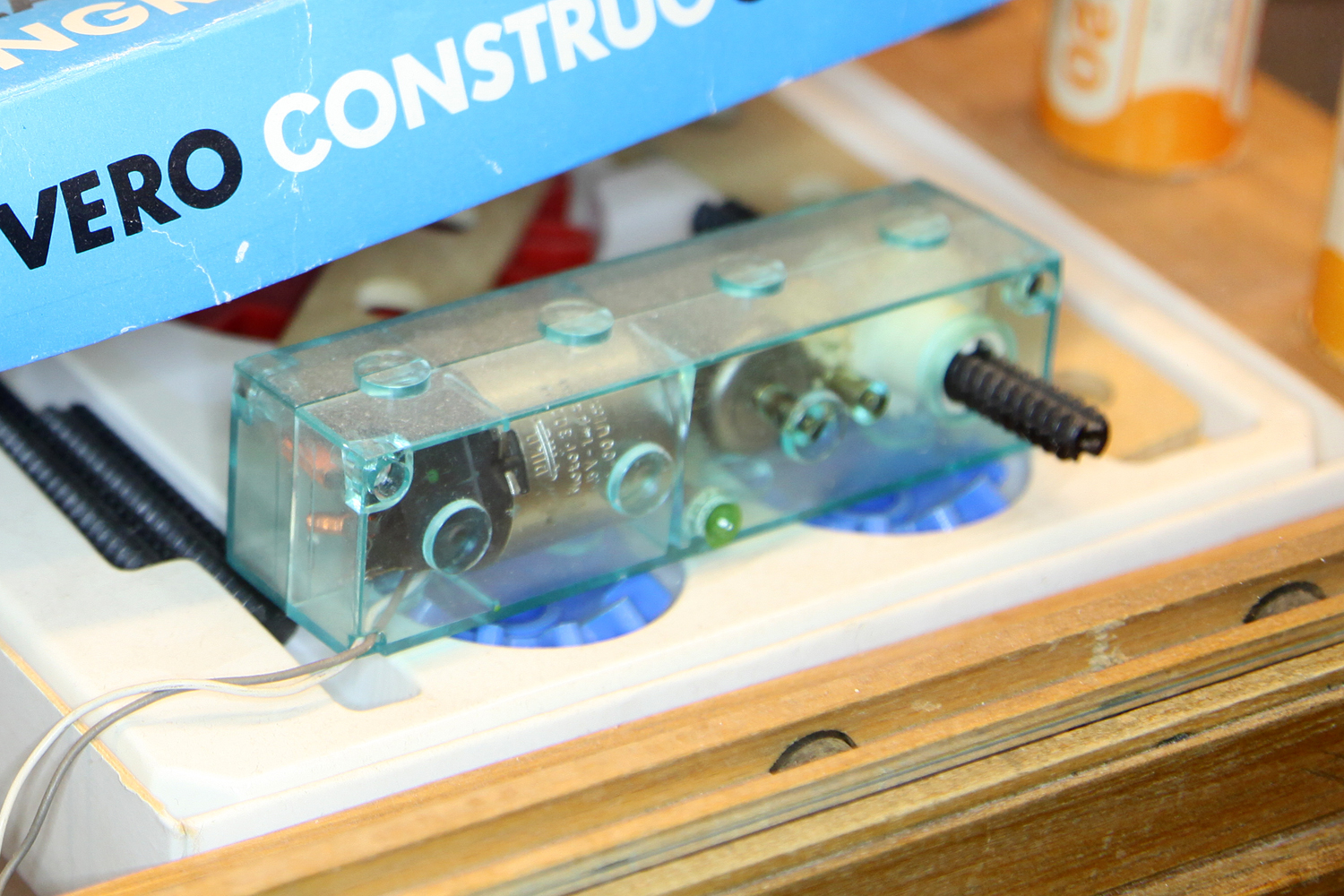
Vero Construc Baukasten: Elektromotor

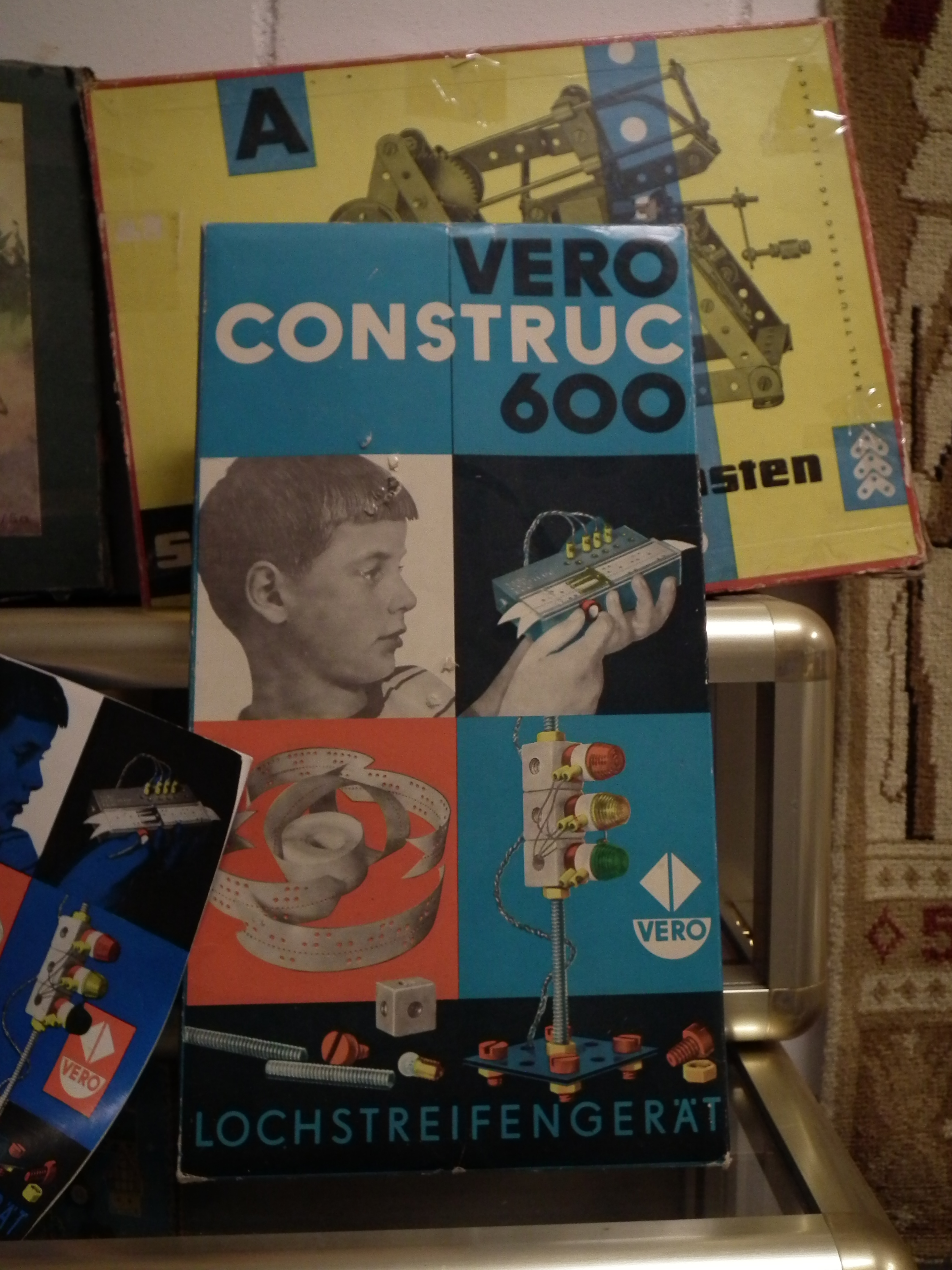
Vero Construc 600 mit Lochstreifengerät

## Produkte

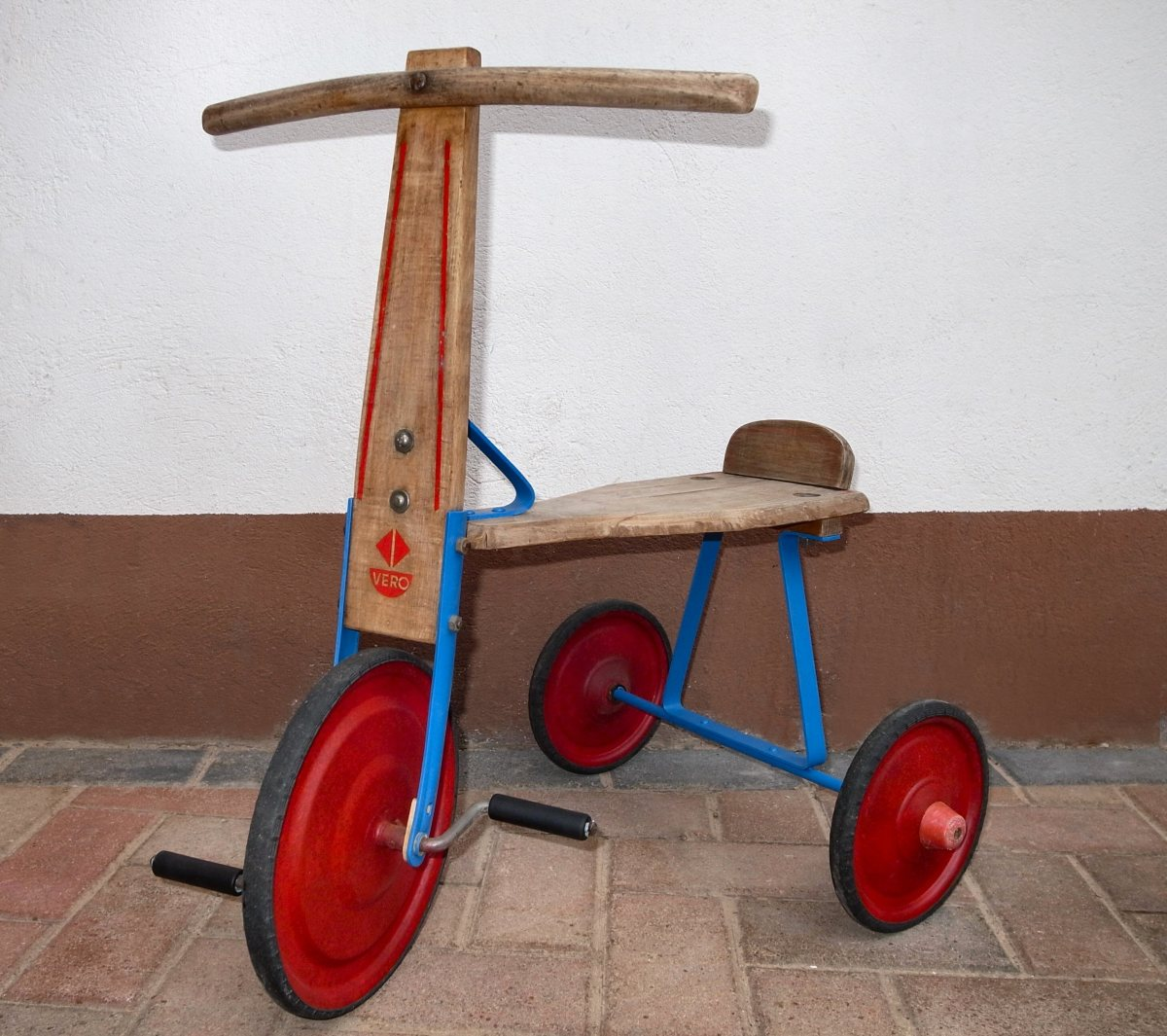
Dreirad vom VEB VERO

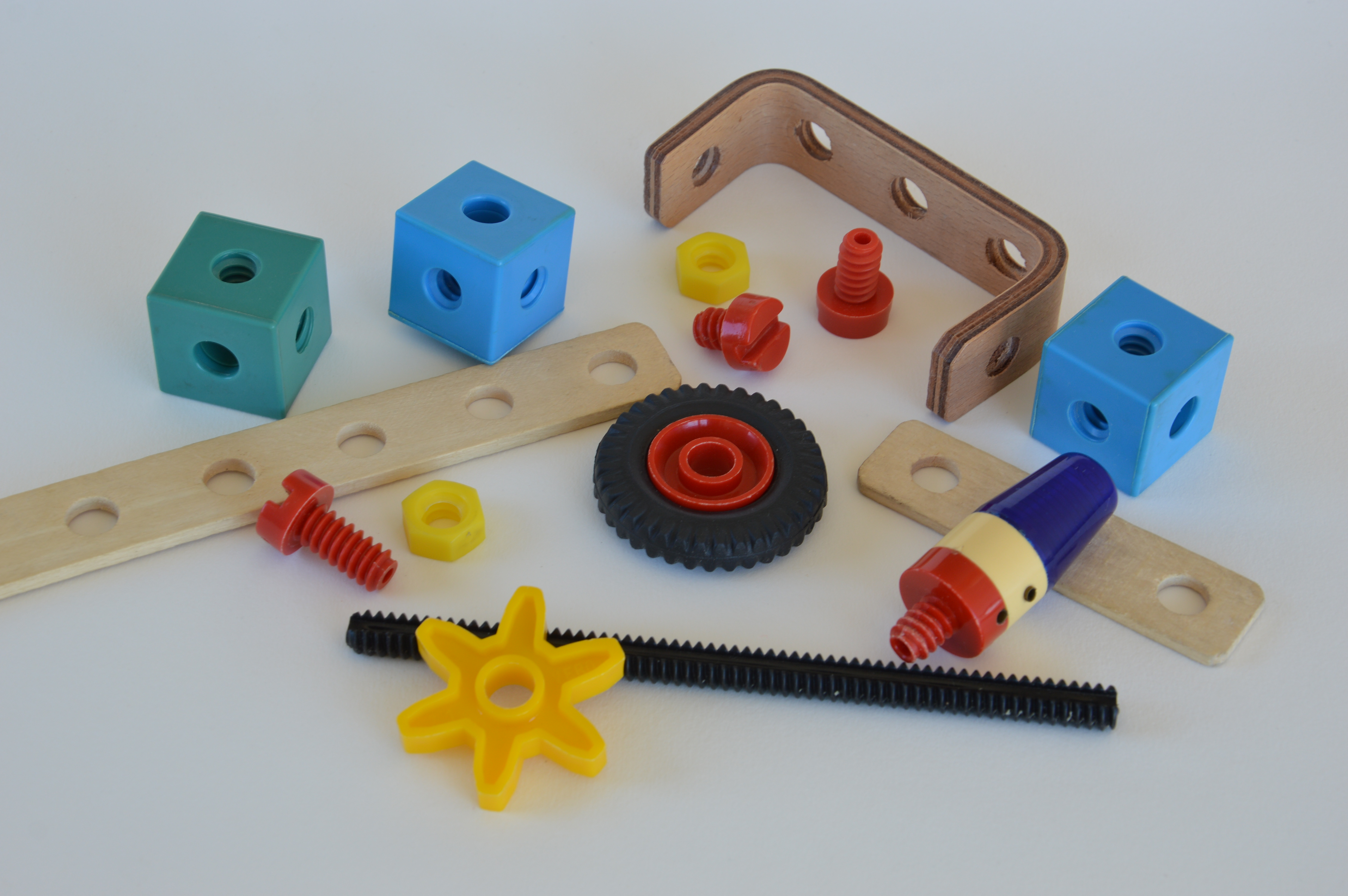
Vero Construc, diverse Bauteile

Erzeugnisse aus Holz und Plaste waren unter anderem: Baukästen, Holzspielzeug, Hobbyartikel, Lernspiele, Kinderholzmöbel, Wachsblumen, Puppenstuben, Puppenstubenmöbel, Lichthäuser, Drechselfiguren. Zu den Baukästen gehörten:
- Baukästen VERO CONSTRUC (ca. 1972, 9 Bausätze und 10 Zusatzpackungen, mit Kunststoffanteil)[3]
- Baukastenserie VERO SCOLA
- Baukastenserie VERO ELEMENTAR, 1978 mit der Auszeichnung Gutes Design bedacht[4]

Ende der 1970er Jahre kamen zu den bisher reinen Holzspielwaren auch Teile aus Plaste hinzu, und kleine Elektromotoren sorgten für Antriebe von Fahrzeugen oder Funktionsmodellen. Zur Ergänzung der Spielelemente hatten die Entwickler Bastelbeutel, Bauwagen, Kofferbaukästen, Holzbaukästen mit trommelpolierten Bausteinen, Miniaturhäuser und Zubehör für den Eisenbahn-Modellbau auf den Markt gebracht.

## Nach der Auflösung des VEB
Einige Betriebsteile des VEB VERO oder engagierte Mitarbeiter der ab 1972 enteigneten Betriebe entschlossen sich, nach der Reprivatisierung die frühere Spielzeugherstellung wieder aufzunehmen. Das war häufig mit vielen verwaltungstechnischen Hürden, Investitionen und Standortsuchen verbunden. So entstanden ab 1991 u. a. die ausgegliederten Fabriken:
- VERO GmbH,
- Auhagen,
- Modellspielwaren Marienberg,
- Eitech GmbH Pfaffschwende,
- Piko Spielwaren GmbH Sonneberg,
- Kösener Spielzeug Manufaktur GmbH Bad Kösen,
- Tillig Modellbau GmbH Sebnitz,
- Schildkröt-Puppen GmbH Rauenstein,
- Hess – Holzspielzeug GmbH & Co. KG Olbernhau,
- Dregeno Seiffen e.G. Seiffen,
- Beleduc Lernspielzeug GmbH Olbernhau,
- Rülke GmbH Eppendorf,
- Erzi GmbH Grünhainichen,
- Werkstatt moderner Figurenbildnerei aus Pobershau, 1989 gegründet von dem ehemaligen Vero-Entwicklungsingenieur Günter Reichel unter Mitarbeit des Designers Andreas Fleischer, inzwischen europaweit bekannt durch seine gedrechselten Schutzengel für alle Lebenslagen[5] aus Pobershau
- Sina Spielzeug GmbH Neuhausen in Oberseiffenbach, Geschäftsführer Barbara und Werner Seidler.[1]

Sie alle beschäftigen viele ehemalige Mitarbeiter des Kombinats und konnten sich mittlerweile mit Nischenprodukten gut am Markt behaupten. Sie sind auch wieder im Export erfolgreich. So orderte beispielsweise das Kaiserhaus Japans etliche Kästen des hölzernen Klangspielzeugs der Sina GmbH. Dadurch gab es im ganzen Land eine große Nachfrage nach diesen farbigen Holzklötzen mit klingendem Innenleben, dessen Töne den Farben der Klötze angepasst wurden.
Sämtliche Konstruktionsunterlagen des Kombinats sollten vernichtet werden, wozu die damalige Heizungsanlage dienen sollte. Eine ehemalige Sekretärin des Kombinats, Petra Uhlig, fand sich damit nicht ab und fragte im Spielzeugmuseum Seiffen an, ob die Materialien nicht dort abgenommen werden könnten. Der Museumsleiter ließ sie abholen.